# Neoleucaspis parallela
Neoleucaspis parallela är en insektsart som beskrevs av Green 1926. Neoleucaspis parallela ingår i släktet Neoleucaspis och familjen pansarsköldlöss. Inga underarter finns listade i Catalogue of Life.